# الشکیرت
الشکیرت (به ترکی استانبولی: Eleşkirt) شهری است در کشور ترکیه که در استان آغری واقع شده‌است. جمعیت این شهر بر اساس سرشماری سال ۲۰۰۸ میلادی ۹٬۸۸۱ نفر و بر اساس برآوردهای سال ۲۰۰۹ میلادی ۸٬۵۶۸ نفر می‌باشد.